# Markham, Wales
Markham är en by i Caerphilly i Wales. Byn är belägen 24,9 km 
från Cardiff. Orten har 1 516 invånare (2016).